# Camille Traversa
Pas d'image ? Cliquez ici

a Compétitions nationales et continentales officielles uniquement.

b Matchs officiels uniquement.
Dernière mise à jour le 30 avril 2023.
Camille Traversa, né le 28 février 1981 à La Seyne-sur-Mer (Var), est un joueur de rugby à XV français qui évolue au poste de talonneur. 

## Carrière
Camille Traversa commence sa carrière avec l'US seynoise en Fédérale 2, avant de connaître une carrière professionnelle du côté du RC Toulon et de l'US Montauban. Il retourne en 2009 jouer avec l'US seynoise, où il termine sa carrière à l'âge de 34 ans en 2015.

## Palmarès

### En club
- Champion de France de Pro D2 : 2005 avec le RC Toulon

### En équipe nationale
- Équipe de France -21 ans
- Équipe de France universitaire : 1 sélection en 2004 (Angleterre)